# جونگ مون بو
جونگ مون بو (انگلیسی: Jeong Mun-bu; ۱ ژانویهٔ ۱۵۶۵ – ۱ ژانویهٔ ۱۶۲۴) یکی از سازمان دهندگان ارتش صالح در تهاجم ژاپن به کره (۱۵۹۸–۱۵۹۲) اهل پادشاهی چوسان بود.